# Horst Stottmeister
Horst Stottmeister (ur. 7 stycznia 1948 w Stendal) – wschodnioniemiecki zapaśnik walczący w stylu wolnym. Dwukrotny olimpijczyk. Czwarty w Monachium 1972 i Montrealu 1976. Walczył w kategorii 82 – 90 kg.
Wicemistrz świata w 1971, 1973 i 1975; czwarty w 1970. Zdobył cztery medale na mistrzostwach Europy w latach 1970 - 1975.
Mistrz NRD w 1971, 1973 i 1974; trzeci w 1967 roku.